# Étienne Jehandier Desrochers
Pour les articles homonymes, voir Desrochers.
Étienne Jehandier Desrochers, né à Lyon le 6 février 1668 et mort à Paris le 8 mars 1741, est un graveur au burin français.

## Biographie
Étienne Jehandier Desrochers est surtout connu pour les portraits gravés miniatures qu'il réalisa de ses contemporains, pour beaucoup d'entre eux (dont son autoportrait) ornés en sous-titres de strophes flatteuses qui, pour une large part, furent composées par François Gacon, dit « le poète sans fard ».
Il fut également marchand et éditeur d'estampes à Paris de 1699 à 1741, rue Saint-Jacques et rue du Foin, à l'enseigne « Au Mécénas ». L'abbé de Fontenai, qui estime à plus de sept cents le nombre de portraits qui lui sont dus, ne l'aime pas et l'énonce sans détour : « né sans goût, sans génie, ses portraits n'offrent nulle connaissance du dessin, nulle étude de la nature et des principes de l'art ; ils sont froids, insipides et monotones, et il eut la fatuité de graver le sien et de souffrir qu'on mît au bas des vers aussi fades que ses productions ».
Carl Heinrich Heineken, rehaussant cette image en offrant celle d'un artiste « qui ne manquait pas de mérite », propose pour sa part la quantité de six cents pièces gravées dont il établit le catalogue raisonné, spécifiant systématiquement pour chacune d'elles si elle a été gravée par Desrochers lui-même ou par l'un des jeunes artistes qui ont travaillé pour lui et qui n'ont pas apposé leur signature sur les planches. « Quelques-uns de ses portraits sont vraiment estimables » réévaluent de même Roger Portalis et Henri Béraldi, n'en observant pas moins une production surabondante pour laquelle Desrochers « n'opérait pas toujours lui-même » - « ses portraits étaient par centaines dans les cartons des marchands » - mais lui reconnaissant un succès posthume durable et donc la résistance à l'épreuve du temps.
Gilles-Edme Petit rachète le fonds d'Etienne Desrochers en 1741.

## Principaux ouvrages illustrés

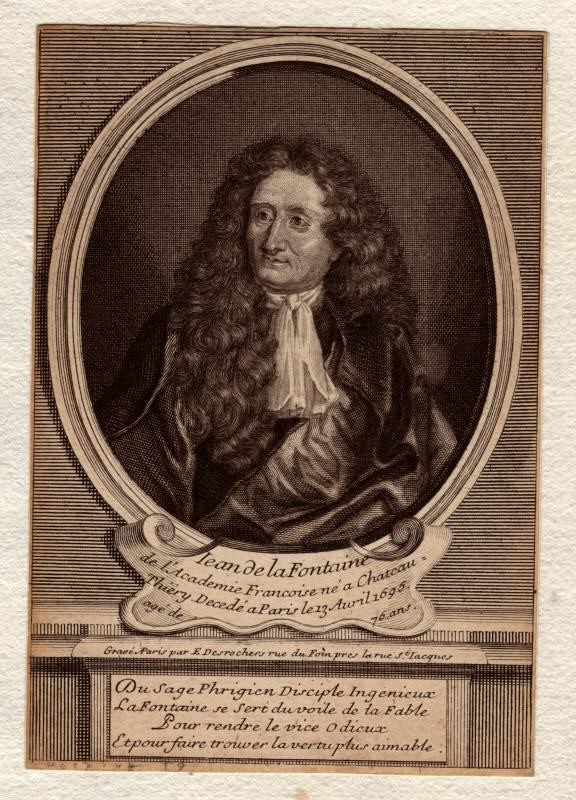
Portrait de Jean de La Fontaine.

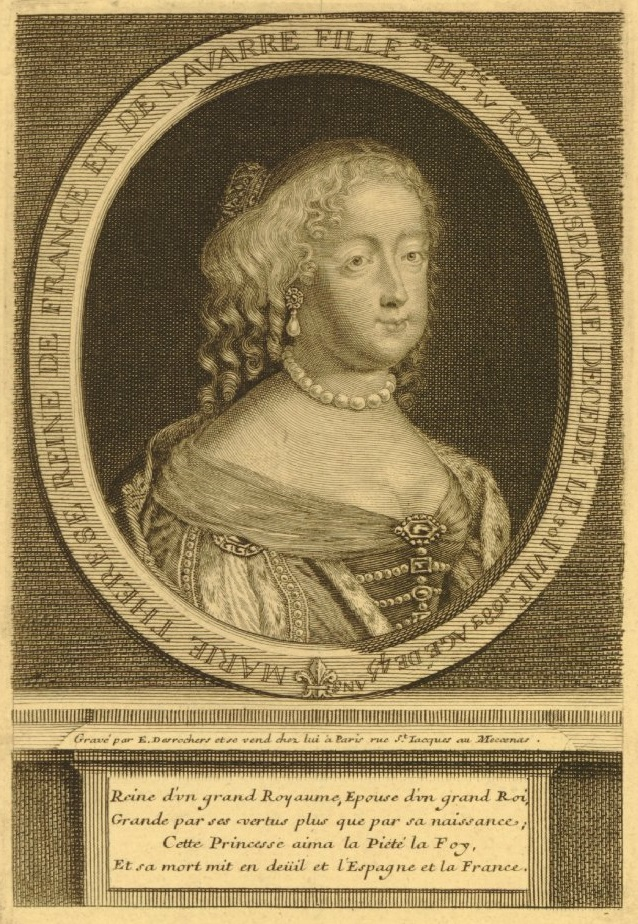
Portrait de Marie-Thérèse d'Autriche (1638-1683).

- Jean de La Fontaine, Fables choisies, Paris & La Haye, chez Henry Van Bulderen, marchand libraire dans le Pooten, à l'enseigne de Mezeray, 1688 [?].
- Évariste Gherardi, Le théâtre italien, ou recueil de toutes les scènes françaises qui ont été jouées sur le théâtre italien de l'hôtel de Bourgogne, 6 volumes, J.B. Curson et P. Wiite, 1700[6].
- Nicolas de La Mare, Traité de la police, Paris, Jean & Pierre Cot, 1705-1719 ; rééd. chez Michel Brunet, 1722.
- Nicolas Malebranche, De la recherche de la vérité..., Paris, chez Michel David, 1712.
- Hubert Gautier, La bibliothèque des philosophes et des savants, tant anciens que modernes, avec les merveilles de la nature, où l'on voit leurs opinions sur toute sorte de matières physiques, comme aussi tous les systèmes qu'ils ont pu imaginer jusqu'à présent sur l'univers, et leurs plus belles sentences sur la morale ; et enfin, les nouvelles découvertes que les astronomes ont faites dans les cieux, chez André Caillau, Paris, 1723.
- Nécrologie de l'abbaye Notre-Dame de Port-Royal des Champs, Ordre de Cîteaux, Institut du Saint-Sacrement, qui contient les éloges historiques avec les épitaphes des fondateurs et bienfaiteurs de ce monastère et des autres personnes de distinction qui l'ont obligé par leurs services, honoré d'une affection particulière, illustré par la profession monastique, édifié par leur pénitence et leur piété, sanctifié par leur mort ou leur sépulture, suite de 41 portraits gravés sur cuivre par Étienne Jehandier Desrochers, Nicolas Potgieter, Amsterdam, 1723.
- Abbé de Bellegarde, De l'Imitation de Jésus-Christ, traduction nouvelle, plus ample que toutes les précédentes..., Paris, Imprimerie de Jacques Collombat, 1725.
- Évrard Titon du Tillet, Le Parnasse françois, Paris, imprimerie de Jean-Baptiste Coignard fils, 1732.
- Fénelon, Directions pour la conscience d'un roi, composées pour l'instruction de Louis de France, Duc de Bourgogne, composées par Messire de Salignac de La Mothe-Fénelon, Archevêque-Duc de Cambrai, son précepteur, portrait de Fénelon gravé par Étienne Jehandier Desrochers, Jean Neaulme, La Haye, 1748.

## Publications
- Recueil de portraits des personnes qui se sont distinguées tant dans les Armes que dans les Belles Lettres et les Arts, comme aussi la famille Royale de France et Autres Cours Étrangères, 1726
- Le Saint Père Benoist XIII élu pape le 29 may 1724, se vend chez lui a Paris chez E. Desrochers rue du Foin, 17.

## Distinctions
- Reçu à l'Académie royale de peinture et de sculpture le 3 avril 1723[2].
- Médaille d'or de l'Empereur Charles VI pour avoir gravé son portrait, 1726[3].
- Médaille reçue du Prince de Hesse-Darmstadt pour avoir gravé son portrait[2].

## Expositions
- Molière en Languedoc, Musée de Vulliod Saint-Germain, Pézenas, février-septembre 1973.
- Le chant de David - Les psaumes en vers français, XVIe – XVIIIe siècle, Bibliothèque de la Part-Dieu, Lyon, septembre-décembre 2010[7].
- Nez à nez avec Cyrano de Bergerac, Musée royal de Mariemont, Morlanwelz, novembre 2012 - février 2013.
- Bayonne, berceau du jansénisme ?, Musée basque et de l'histoire de Bayonne, décembre 2012 - janvier 2013[8].
- Le dauphin, l'artiste et le philosophe, château de Fontainebleau, octobre 2015 - janvier 2016.

## Musées et collections publiques

### France

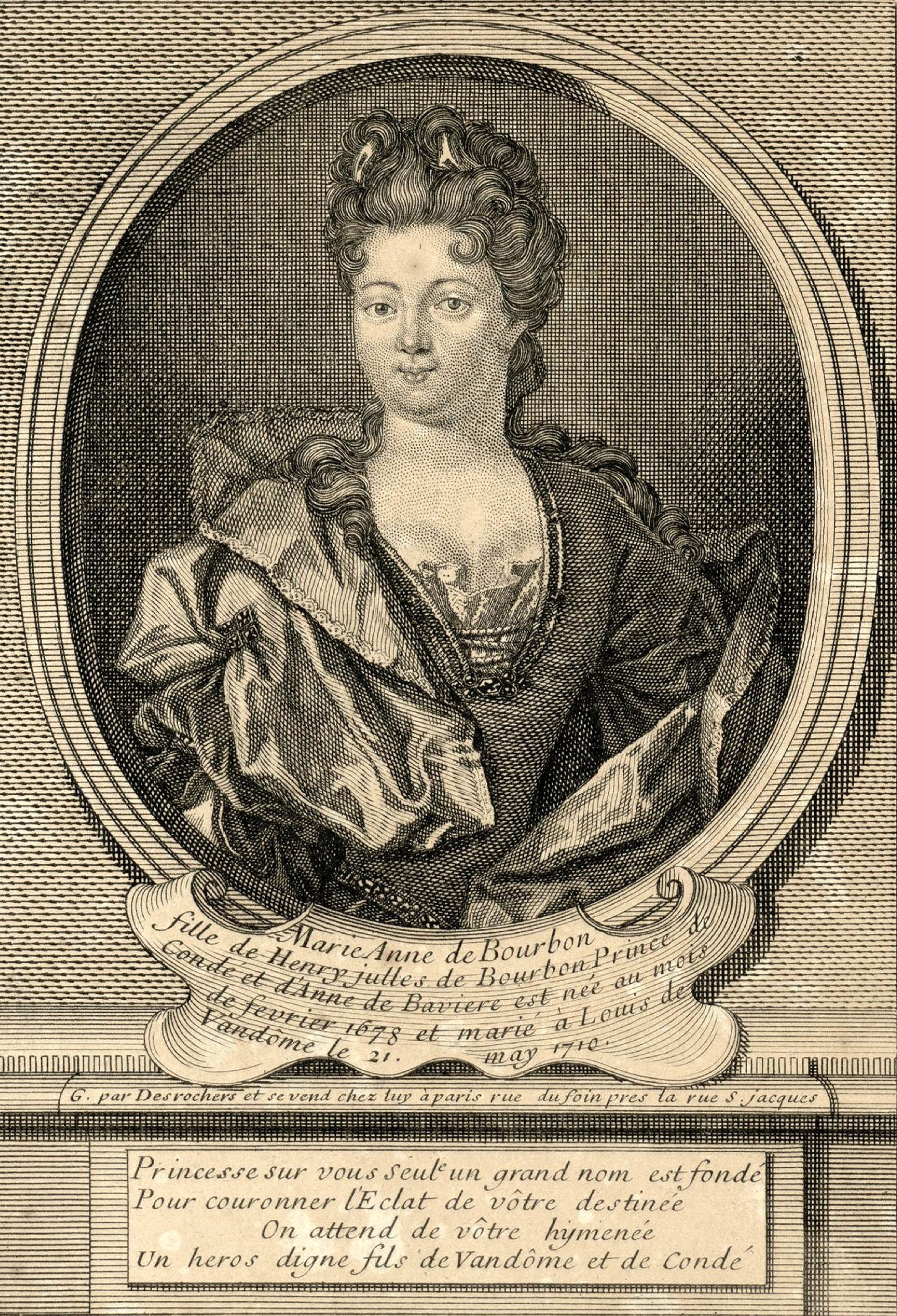
Portrait de Marie-Anne de Bourbon (1666-1739).

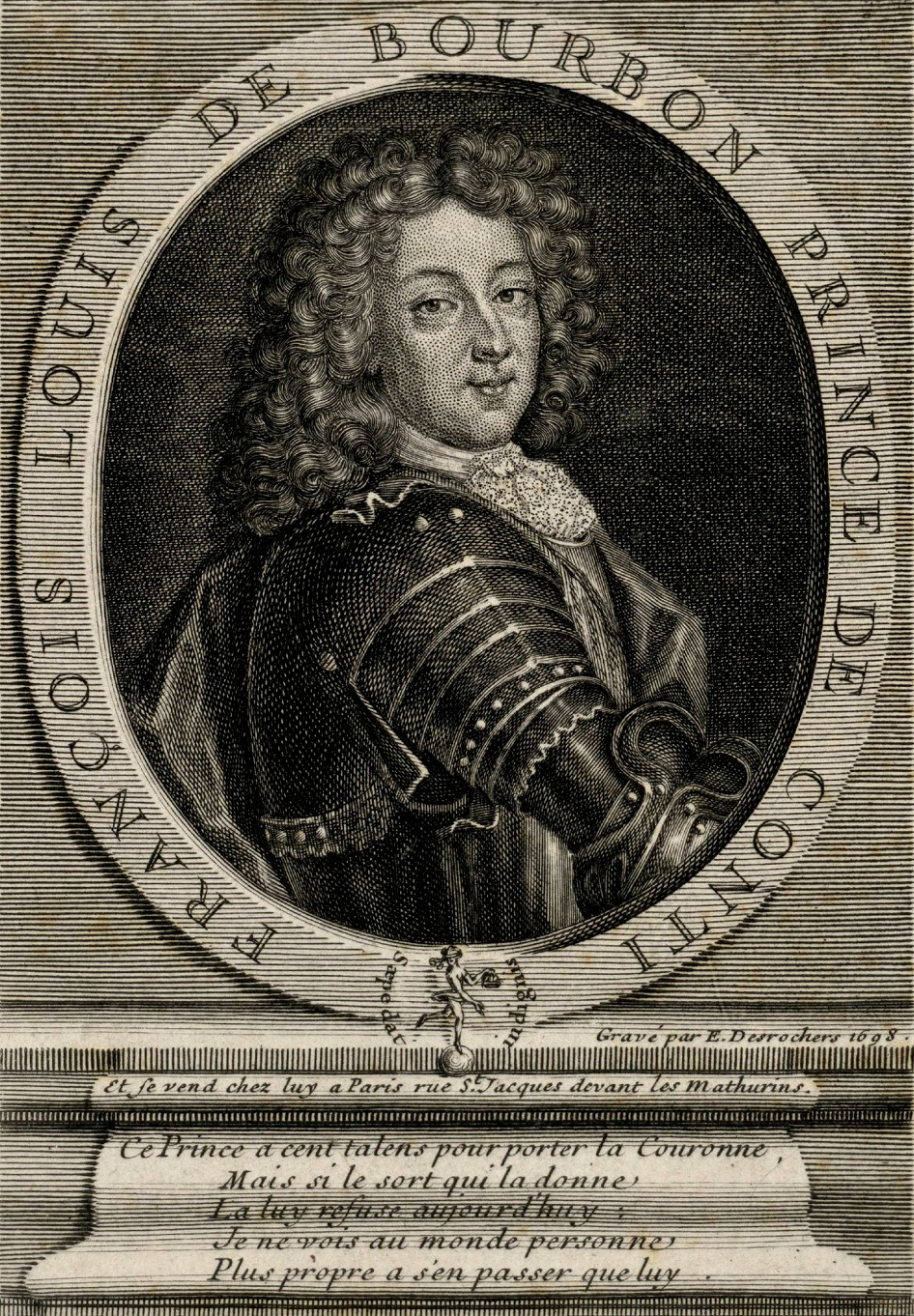
Portrait de François-Louis de Bourbon-Conti.

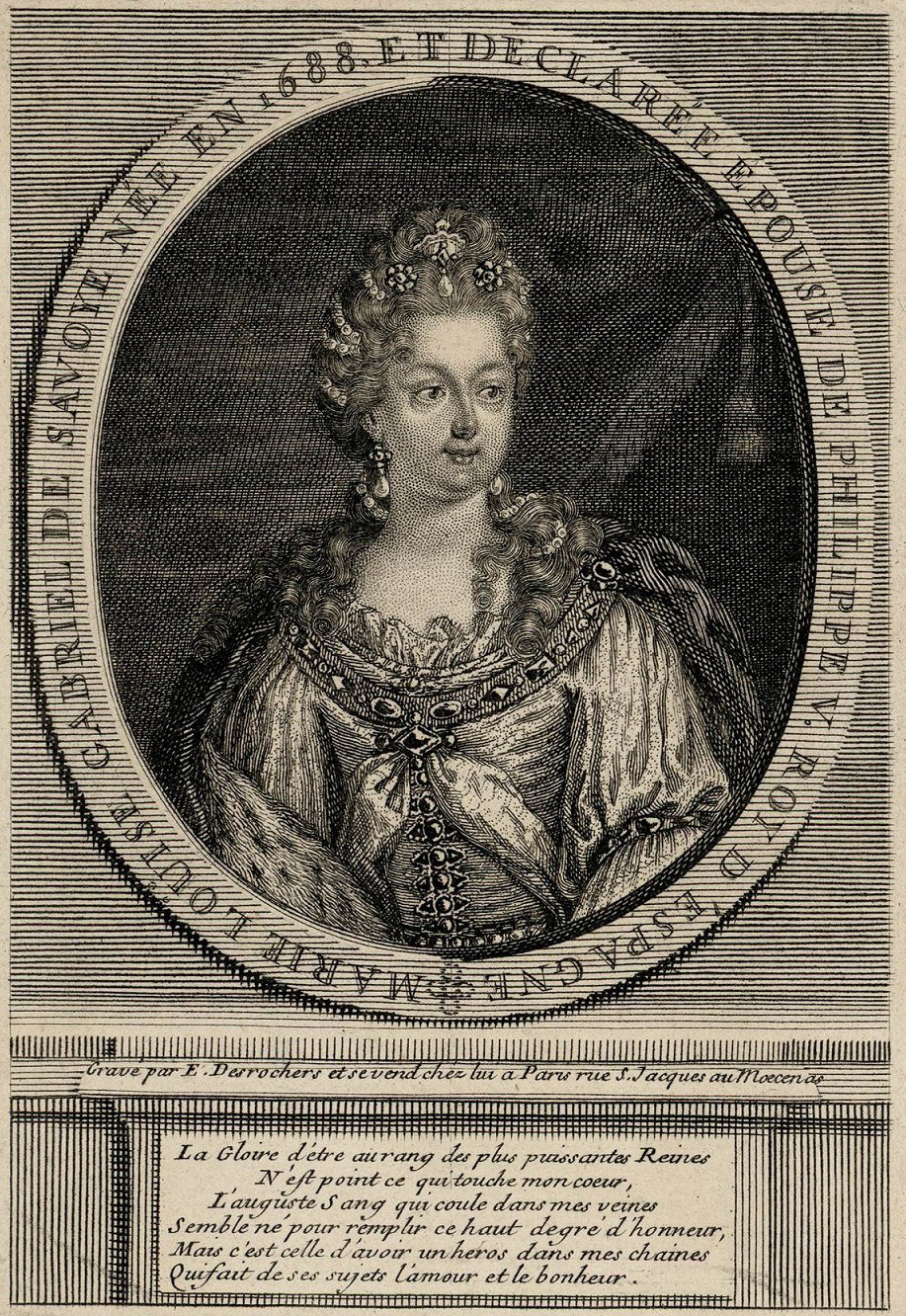
Portrait de Marie-Louise-Gabrielle de Savoie.

- Musée basque et de l'histoire de Bayonne, Portrait de Jean Duvergier de Hauranne, abbé de Saint-Cyran[8].
- Musée Thomas-Henry, Cherbourg[9].
- Musée Louis-Senlecq, L'Isle-Adam[9].
- Musée national de Port-Royal des Champs, Magny-les-Hameaux, portraits : Henri-Charles Arnauld de Pomponne[10], Jean Hamon[11].
- Musée des beaux-arts de Nancy[9].
- Bibliothèque nationale de France, Paris.
- Muséum national d'histoire naturelle, Paris, portraits : Démocrite[12], Pythagore[13].
- Musée national du château de Pau[9].
- Musée des beaux-arts de Rennes[9].
- Musée de Sens[9].
- Château de Versailles, Portrait de Jean Œcolampade[14], Portrait de Jean Fronteau, chanoine de Sainte Geneviève[15], Portrait de Françoise d'Aubigné, marquise de Maintenon (collection Louis-Philippe Ier)[16], Portrait de Marie-Anne de Bourbon, Portrait de Jacques François Stuart[17], Portrait de Marie-Josèphe de Saxe (1731-1767).

### Allemagne
- Universitätsbibliothek, Heidelberg, Portrait de Baruch Spinoza[18].
- Bibliothèque de la ville de Trèves (de), 12 portraits[19].

### Espagne
- Bibliothèque nationale d'Espagne, Madrid, Recueil des portraits des personnes qui se sont distinguées tant dans les armes que les belles lettres et les arts, comme aussi la famille royale de France et autres cours étrangères, 1726[20].

### Italie
- Académie Carrara, Bergame, Portrait de François Verdier[21].
- Pinacothèque Tosio Martinengo, Brescia, portraits : Jean-Baptiste Colbert, Louise de La Vallière, John Law, François Michel Le Tellier de Louvois, Philippe de France, Marie-Louise-Gabrielle de Savoie, François Verdier[22].
- Civica Raccolta delle stampe Achille Bertarelli (it), Milan, Portrait de Noël Alexandre[22].
- Bibliothèque Angelica, Rome, Portrait de Jean-Baptiste Morin de Villefranche[23], Portrait de Marc Antoine Muret[24], Portrait de Michel de Marolles[25], Portrait de François de La Mothe Le Vayer[26].

### Norvège
- Musée national de l'art, de l'architecture et du design, Oslo, Jupiter et Io, d'après Le Corrège.

### Pays-Bas
- Musée du couvent Sainte-Catherine, Utrecht, 99 gravures de portraits[27].

### Portugal
- Bibliothèque nationale du Portugal, Lisbonne, portraits de Jean V (roi de Portugal), Pierre II (roi de Portugal), Marc Pierre de Voyer de Paulmy d'Argenson et René Aubert de Vertot[28].

### Royaume-Uni
- Scottish National Portrait Gallery, Édimbourg, Portrait de Gaston, duc d'Orléans[29].
- British Museum, Londres, Portrait de John Law[30], Danaé visitée par Jupiter[31].
- National Portrait Gallery, Londres, 21 gravures de portraits[32].
- Victoria and Albert Museum, Londres, portraits : Sultan Mehmed IV[33], Francis Bacon, Charles-François Poerson, d'après Nicolas de Largillière.
- Wellcome Library, Londres, portraits : Hippocrate, d'après Pierre Paul Rubens ; René Descartes, d'après Frans Hals ; John Theophilus Desaguliers ; Gaspard Poitevin.
- Treasurer's House (en), York, Portrait de ra Reine Marie d'Angleterre, d'après Adriaen van der Werff.

### Suisse
- Bibliothèque de Genève, Portrait de Robert Estienne, imprimeur.
- Bibliothèque de l'École polytechnique fédérale de Zurich; La bibliothèque des philosophes et des savants tant anciens que modernes... de Hubert Gautier, 1723.

### États-Unis
- Yale University Art Gallery, New Haven, Portrait du Roi Frédéric Ier de Prusse.
- Morgan Library and Museum, New York, Portraits de Marie-Anne de Bourbon (1666-1739) et Étienne de France.
- Reading Public Museum (en), Reading (Pennsylvanie), Jupiter et Léda, d'après Le Corrège.
- Dibner Library of the History od Science and Technology, Washington, Portrait d'Henri Gautier.
- National Gallery of Art, Washington, Portrait de Jean Fronteau chanoine de Sainte-Geneviève.